# Királylak
Királylak (horvátul: Prhovec) falu Horvátországban, Muraköz megyében. Közigazgatásilag Felsőmihályfalvához tartozik.

## Fekvése
Csáktornyától 13 km-re, községközpontjától Felsőmihályfalvától 3 km-re északnyugatra a Muraközi-dombság területén, a szlovén határ mellett fekszik.

## Története
A csáktornyai uradalom részeként területe 1546-ban I. Ferdinánd király adományából a Zrínyieké lett. Miután Zrínyi Pétert 1671-ben felségárulás vádjával halálra ítélték és kivégezték minden birtokát elkobozták, így a birtok a kincstáré lett. III. Károly a Muraközzel együtt 1719-ben szolgálatai jutalmául elajándékozta Althan Mihály János cseh nemesnek. 1791-ben az uradalommal együtt gróf Festetics György vásárolta meg és ezután 132 évig a tolnai Festeticsek birtoka volt.
Vályi András szerint "PERHOVECZ. Horvát falu Szala Vármegyében, földes Ura Gróf Álthán Uraság, lakosai katolikusok, fekszik Mihalieveczhez közel, mellynek filiája, ’s határja is hozzá hasonlító."
1910-ben 219, túlnyomórészt horvát lakosa volt. 1920 előtt Zala vármegye Csáktornyai járásához, majd a Szerb-Horvát-Szlovén Királyság része lett, mely 1929-ben felvette a Jugoszlávia nevet. 1941 és 1945 között ismét Magyarországhoz tartozott. 1991 óta a független Horvátország része. 2001-ben 163 lakosa volt.

## Külső hivatkozások
- Felsőmihályfalva község hivatalos oldala
- Felsőmihályfalva község a Muraköz információs portálján